# Фестивалі Гондурасу
Гондурас, як і багато інших країн регіону, широко відомий своїми численними святами та карнавалами. Головною подією країни традиційно вважається живописний ярмарок Ла- Вірген -де- Суйяпа, що проводиться протягом перших двох тижнів лютого в містечку Суйяпа (7 км на південний схід від Тегусігальпи) на честь покровительки Гондурасу. Більшість населених пунктів країни мають святих покровителів, на честь яких влаштовуються щорічні святкування та фестивалі. Одним з найбільших подій такого роду вважається Карнавал в Ла -Сейба, що проходить протягом третього тижня травня. Карнавал супроводжується незмінними парадами з костюмованими ходами і живою вуличною музикою.
Барвисті релігійні уявлення проводяться по всій країні напередодні Святвечора. Крім традиційних для цього свята театралізованих вистав, місцеві жителі обов'язково відвідують церковні меси, наносять візити родичам, а потім виходять на вулиці, бажаючи щасливого Різдва всім зустрічним, після чого збираються на трапезу в сімейному колі. На Різдво зазвичай організовуються численні дитячі свята і навіть феєрверки. Напередодні Нового року гондурасці одягаються в свої найкращі костюми і опівночі виходять на вулиці, вітаючи всіх оточуючих. Як і в багатьох інших місцевих святах, музика і танці грають в цей період значну роль.
Проводяться й інші популярні святкування, серед яких особливо рекомендується відвідати ярмарки в Копані (15-20 березня і 15-21 грудня), Тіла (13 червня), Трухільйо (24 червня), Сан-Педро-Сула (останній тиждень червня) і Данлі (останній вікенд серпня). Щорічно, з 6 по 16 грудня, в Тегусігальпі проходить Феєрія—Сентроамерикана-де-Тюрисмо—і—Артезаніа — Центральноамериканський міжнародний ярмарок туризму та ремесел, грандіозний фестиваль, цілком присвячений розвитку цих напрямків у регіоні, на який з'їжджаються практично всі значні представники цих сфер діяльності та художні колективи з різних країн континенту.
Шумно відзначається День праці (1 травня), коли робітники і селяни збираються з усієї країни до столиці і проводять мирні демонстрації солідарності трудящих за найкращими традиціями першотравневих маніфестацій часів соціалізму. Подібно багатьом іншим американським країнам, гондурасці відзначають День пам'яті Хосе Тринідада Кабанас (1805–1871 рр.). Гондурасці також відзначають День мови (супроводжується різними змаганнями в школах), День матері, День батька і День дітей (гучні громадські свята, на які зазвичай збирається вся комуна), День вчителя (цього дня прийнято дарувати викладачам квіти, солодощі та фрукти), день дерева (головний ритуал цього заходу — висадка саджанців дерев) і день навколишнього середовища або день Землі (зазвичай 1 червня, вшановуються дерева та інші рослини, тварини і навіть вода).